# Fárjáb
Fárjáb (persky ولایت فاریاب‎, paštunsky د فاریاب ولایت‎) je provincie na severu Afghánistánu. Tato provincie je obývaná převážně Uzbeky. Hlavním městem je Majmana. První zmínky o této oblasti pocházejí z doby Sásánovské říše. V roce 1220 byla provincie vypleněna Mongoly.
12. července 1998 byla provincie dobyta Tálibánem a začleněna do Islámského emirátu Afghánistán. Po pádu Tálibánu v roce 2001 se moci v provincii ujal uzbecký polní velitel Abdul Rašíd Dóstum.